# Argyra loewii
Argyra loewii är en tvåvingeart som beskrevs av Kowarz 1879. Argyra loewii ingår i släktet Argyra och familjen styltflugor. Inga underarter finns listade i Catalogue of Life.